# Eliodoro Spech
Eliodoro Spech o Specchi o Speck (Milano, 10 aprile 1810 – Molfetta, 23 giugno 1866) è stato un tenore e patriota italiano naturalizzato statunitense.

## Biografia
Nato a Milano da genitori di professione cantanti lirici, Eliodoro Spech fu allevato a Bologna da una zia e educato al canto operistico. Divenuto un famoso tenore lirico, calcò le scene dei più noti teatri dalla Scala di Milano, a San Pietroburgo, Siviglia, Avana, del Messico e New York.
Visse a lungo negli USA, dai quali rimpatriò saltuariamente per partecipare alla lotta di indipendenza italiana. Fu soldato nella guerra del 1848 e caporale nel 1849 nella difesa della Repubblica romana proclamata da Giuseppe Mazzini.
Ottenuta nel 1855 la cittadinanza statunitense, Eliodoro Spech rimpatriò definitivamente in Italia nello stesso anno, stabilendo la sua dimora a Millesimo ospite di amici. Qui, conobbe e divenne amico dello scrittore e patriota Cesare Abba.
Nel 1859, con il grado di capitano, si arruolò nei Cacciatori delle Alpi di Garibaldi, mentre nel 1860 partecipò alla campagna nell'Italia meridionale con la spedizione di Enrico Cosenz distinguendosi nella presa di Palermo e della Reggia di Caserta, ove rimase ferito. Transitò nelle file dell'esercito regolare regio con il grado di maggiore.
Con i preparativi della terza guerra di indipendenza del 1866 fu nominato dalla Commissione militare colonnello comandante l'8º reggimento del Corpo Volontari Italiani di Giuseppe Garibaldi in fase di costituzione a Molfetta. Oberato dagli incarichi militari, il 23 giugno si uccise con un colpo di pistola alla tempia.
Eliodoro Spech riposa nella tomba di famiglia, nella Sala delle Catacombe della Certosa di Bologna, assieme alla sorella Adelina Spech Salvi, nota soprano, e al marito di lei, Lorenzo Salvi.